# Abdoulaye Keita
Abdoulaye Keita Sylla (ur. 28 września 1954 w Konakry – zm. 30 czerwca 2019) – gwinejski piłkarz grający na pozycji bramkarza. W swojej karierze rozegrał 34 mecze w reprezentacji Gwinei.

## Kariera klubowa
Całą swoją karierę klubową Keita spędził w klubie Hafia FC. Zadebiutował w nim w 1969 roku i grał w nim do 1985 roku. Wywalczył z nim dwanaście tytułów mistrza Gwinei w latach 1971, 1972, 1973, 1974, 1975, 1976, 1977, 1978, 1979, 1982, 1983 i 1985, a także trzykrotnie wygrał Puchar Mistrzów w latach 1972, 1975 i 1977.

## Kariera reprezentacyjna
W reprezentacji Gwinei Keita zadebiutował w 1974 roku. W tym samym roku był w kadrze Gwinei na Puchar Narodów Afryki 1974. Rozegrał w nim trzy mecze grupowe: z Zairem (1:2), z Mauritiusem (2:1) i z Kongiem (1:1).
W 1976 roku Keita został powołany do kadry na Puchar Narodów Afryki 1976. Wystąpił w nim w sześciu meczach: grupowych z Egiptem (1:1), z Etiopią (2:1) i z Ugandą (2:1) oraz w grupie finałowej z Nigerią (1:1), z Egiptem (4:2) i z Marokiem (1:1). Z Gwineą wywalczył wicemistrzostwo Afryki.
W 1980 roku Keitę powołano do kadry na Puchar Narodów Afryki 1980. Zagrał w nim w trzech meczach grupowych: z Marokiem (1:1), z Ghaną (0:1) i z Algierią (2:3). W kadrze narodowej grał do 1981 roku. Wystąpił w niej 34 razy.